# HSC-11
Escadron d'hélicoptères de combat maritime 11
Le Helicopter Sea Combat Squadron 11 (HELSEACOMBATRON 11 ou HSC-11), est un escadron d'hélicoptère d'attaque de l'US Navy stationné à la Naval Air Station Norfolk, en Virginie, aux États-Unis. L'escadron a été créé en 1957 et est surnommé "Dragonslayer". Le HSC-11 est équipé du SH-60 Seahawk et actuellement affecté au Carrier Air Wing One sur l'USS Harry S. Truman (CVN-75).

## Historique
L'escadron a été créé le 27 juin 1957 à la Quonset Point Air National Guard Station en tant qu'Helicopter Anti-Submarine Squadron 11 (HS-11) avec des hélicoptères HSS-1 Seabat. Le HS-11 a été affecté au Carrier Anti-Submarine Air Group 52 (CVSG-52) avec le code de queue AS et déployés à bord de l'USS Wasp (CV-18).
En 2016, le HS-11 est passé au MH-60S et renommé HSC-11. Il est subordonné au commandant du Helicopter Sea Combat Wing, Atlantic  au sein du Naval Air Force Atlantic

## Galerie
|                                           |
| Equipage de Gemini 7 sur USS Wasp en 1965 |

|                                              |
| Seahawk du HS-11 sur USS Enterprise, en 2011 |